# Estivals
Estivals är en kommun i departementet Corrèze i regionen Nouvelle-Aquitaine i de centrala delarna av Frankrike. Kommunen ligger  i kantonen Brive-la-Gaillarde-Sud-Ouest som tillhör arrondissementet Brive-la-Gaillarde. År 2022 hade Estivals 136 invånare.

## Befolkningsutveckling
Antalet invånare i kommunen Estivals
Referens:INSEE